# Michael Jäger (Politiker, 1876)

Michael Jäger (um 1932)

Michael Jäger (* 23. November 1876 in Kalbensteinberg; † 7. Juni 1962 ebenda) war ein fränkischer Landwirt und Politiker (NSDAP).

## Werdegang
Jäger besuchte in seinem Heimatort Kalbensteinberg die Volksschule und erlernte danach im Betrieb seines Vaters das Schreinerhandwerk. In den Jahren 1897 bis 1899 leistete er seinen Militärdienst beim Kgl.-Bayerischen 15. Infanterie-Regiment in Neuburg an der Donau und wurde als Unteroffizier zur Reserve entlassen. Im Anschluss war er im elterlichen Betrieb und deren Landwirtschaft tätig. Zugleich wurde er mit der Führung der Postagentur betraut. Schließlich übernahm er 1907 das elterliche Anwesen, zu dem auch eine bis heute im Familienbesitz bestehende Gastwirtschaft gehörte. Am 6. August 1914 wurde er nach Mobilmachung im Erster Weltkrieg zum Bayerischen 3. Fuß-Artillerie-Regiment Ersatzbataillon nach Ingolstadt einberufen. Im Januar 1915 rückte er mit der Batterie Wolpert ins Feld und diente bis Kriegsende an der Westfront.
Politische Aufgaben übernahm er im Bezirkstag von Gunzenhausen und der dortigen Bezirksbauernkammer. Zum 12. Dezember 1925 trat er der NSDAP bei (Mitgliedsnummer 24.675). Bei der Landtagswahl im April 1932 zog er als deren Abgeordneter im Stimmkreis Weißenburg i. B.-Gunzenhausen in den Bayerischen Landtag ein, dem er bis zur Gleichschaltung im April 1933 angehörte. Er war dort im Ausschuss für Aufgaben wirtschaftlicher Art vertreten. Ab dem 26. Januar 1933 bis Kriegsende war er 1. Bürgermeister von Kalbensteinberg.